# Ambassade de France au Sénégal
L'ambassade de France au Sénégal est la représentation diplomatique de la République française auprès de la république du Sénégal. Elle est située à Dakar, la capitale du pays, et son ambassadrice est, depuis 2023, Christine Fages. Elle a également compétence sur la Gambie.

## Ambassade
L'ambassade est située à Dakar. Elle accueille aussi un consulat général.

## Histoire
Le Service de Coopération et d’Action Culturelle (SCAC), rattaché à l’Ambassade de France à Dakar, a vu le jour en 1960, peu après l’indépendance du Sénégal. Cette initiative s’inscrit dans une volonté de maintenir et de développer des relations étroites entre la France et son ancienne colonie, dans un esprit de partenariat et de collaboration. Le SCAC reflète la politique étrangère française en matière de coopération culturelle, éducative et technique, adaptée aux besoins et aux priorités du Sénégal.
Origine et contexte de création
La création du SCAC est directement liée à l’indépendance du Sénégal, proclamée le 20 août 1960. Dans ce contexte de transition, la France a souhaité mettre en place des institutions capables de répondre aux aspirations du Sénégal tout en préservant des liens culturels et éducatifs forts. Le SCAC est donc conçu comme un outil diplomatique au service de la coopération bilatérale.
Le terme « Service de Coopération et d’Action Culturelle » reflète les deux axes principaux de son intervention :
La coopération technique et scientifique, visant à soutenir le développement économique et social du Sénégal.
L’action culturelle, pour promouvoir le rayonnement culturel de la France et favoriser les échanges artistiques et éducatifs.
Dates marquantes
1960 : Création du SCAC à Dakar, dans la foulée de l’indépendance. Les premières actions se concentrent sur l’éducation, avec l’octroi de bourses d’études et la mise en place de partenariats universitaires.
Années 1980 : Le SCAC élargit ses champs d’action en intégrant des programmes de soutien à l’agriculture et au développement rural, en réponse aux crises alimentaires et aux défis environnementaux.
Années 2000 : La coopération se modernise avec l’introduction des enjeux liés à la transition numérique et à l’innovation technologique.
2010 et au-delà : Le SCAC se réoriente vers des priorités stratégiques comme l’emploi des jeunes, la transition écologique, et le renforcement des partenariats avec des acteurs locaux.
Actions et développements
Depuis sa création, le SCAC a laissé une empreinte durable à travers des initiatives marquantes :
Éducation et formation : Attribution de bourses d’excellence, soutien aux établissements scolaires francophones, et développement de partenariats avec les universités sénégalaises.
Promotion de la culture : Organisation de festivals, expositions et événements culturels pour promouvoir les artistes locaux et favoriser les échanges interculturels.
Appui au développement durable : Mise en œuvre de projets liés à la gestion des ressources naturelles, à l’agriculture durable et aux énergies renouvelables.
Innovation numérique : Accompagnement des startups et promotion des technologies numériques pour favoriser l’entrepreneuriat et la compétitivité.
Perspectives
Aujourd’hui, le SCAC continue de jouer un rôle clé dans la consolidation des relations franco-sénégalaises. Les priorités actuelles incluent :
L’insertion professionnelle des jeunes à travers des formations adaptées au marché du travail.
La transition écologique, avec un accent sur les énergies renouvelables et la préservation de l’environnement.
Le renforcement des partenariats institutionnels et économiques pour accompagner le Sénégal dans ses projets de développement.

## Ambassadeurs de France au Sénégal
| De   | À    | Ambassadeur                       |
| ---- | ---- | --------------------------------- |
| 1960 | 1962 | Claude Hettier de Boislambert,    |
| 1962 | 1964 | Lucien Paye                       |
| 1964 | 1969 | Jean Vyau de Lagarde              |
| 1969 | 1973 | Hubert Argod                      |
| 1973 | 1977 | Xavier Daufresne de La Chevalerie |
| 1977 | 1983 | Fernand Wibaux                    |
| 1983 | 1986 | Claude Harel                      |
| 1986 | 1990 | Jean-Louis Lucet                  |
| 1990 | 1993 | Dominique Perreau                 |
| 1993 | 1996 | René Ala                          |
| 1996 | 1999 | André Lewin                       |
| 1999 | 2003 | Jean de Gliniasty                 |
| 2003 | 2005 | Jean-Didier Roisin                |
| 2005 | 2007 | André Parant                      |
| 2007 | 2010 | Jean-Christophe Rufin             |
| 2010 | 2013 | Nicolas Normand                   |
| 2013 | 2016 | Jean Félix-Paganon                |
| 2016 | 2019 | Christophe Bigot                  |
| 2019 | 2023 | Philippe Lalliot (tr)             |
| 2023 | auj. | Christine Fages                   |

## Relations diplomatiques
La France et le Sénégal ont des relations ininterrompues depuis plus de trois siècles. Colonie française devenue en 1902 une partie de l'Afrique-Occidentale française, le Sénégal fusionne en 1959 avec le Soudan français pour former la fédération du Mali. Mais celle-ci éclate et le Sénégal proclame son indépendance le 20 août 1960. Un Haut-représentant de la France est nommé le même jour.
Les deux nations sont restées très proches depuis l'indépendance du Sénégal.

### LaGambie
La Gambie, enclave anglophone du Sénégal s'étendant le long du fleuve Gambie, a acquis son indépendance du Royaume-Uni le 18 février 1965. Depuis mai 1965, l'ambassadeur de France au Sénégal est accrédité auprès de la république de Gambie, en résidence à Dakar.

## Consulats
Outre celui le consulat général de Dakar, il existe sept consuls honoraires basés à :
- Kanel
- Kaolack
- Tambacounda
- Thiès
- Saint-Louis
- Saly
- Ziguinchor

Il existe aussi un agent diplomatique permanent à Banjul, représentant la France en Gambie.

### Communauté française
Le nombre de Français établis au Sénégal est estimé à environ 25 000. Il était de 40 000 au début des années 1960 et a diminué régulièrement au fil des années pour se stabiliser à son niveau actuel dans les années 1980. Au 31 décembre 2016, 20 299 sont inscrits sur les registres consulaires.
| 2001   | 2002   | 2003   | 2004   |
| ------ | ------ | ------ | ------ |
| 13 283 | 14 528 | 15 079 | 15 235 |

| 2005   | 2006   | 2007   | 2008   |
| ------ | ------ | ------ | ------ |
| 16 813 | 17 834 | 16 966 | 16 882 |

| 2009   | 2010   | 2011   | 2012   |
| ------ | ------ | ------ | ------ |
| 15 442 | 16 817 | 17 729 | 18 332 |

| 2013   | 2014   | 2015   | 2016   |
| ------ | ------ | ------ | ------ |
| 19 661 | 20 194 | 20 252 | 20 299 |

### Circonscriptions électorales
Depuis la loi du 22 juillet 2013 réformant la représentation des Français établis hors de France avec la mise en place de conseils consulaires au sein des missions diplomatiques, les ressortissants français d'une circonscription recouvrant le Cap-Vert, la Guinée-Bissau et le Sénégal élisent pour six ans cinq conseillers consulaires. Ces derniers ont trois rôles : 
1. ils sont des élus de proximité pour les Français de l'étranger ;
2. ils appartiennent à l'une des quinze circonscriptions qui élisent en leur sein les membres de l'Assemblée des Français de l'étranger ;
3. ils intègrent le collège électoral qui élit les sénateurs représentant les Français établis hors de France. Afin de respecter la représentativité démographique, un délégué consulaire est élu pour compléter ce collège électoral.

Pour l'élection à l'Assemblée des Français de l'étranger, le Sénégal et la Gambie appartenaient jusqu'en 2014 à la circonscription électorale de Dakar, comprenant aussi le Cap-Vert, la Guinée, la Guinée-Bissau et le Sierra Leone, et désignant quatre sièges. le Sénégal et la Gambie appartiennent désormais à la circonscription électorale « Afrique occidentale » dont le chef-lieu est Dakar et qui désigne quatre de ses 26 conseillers consulaires pour siéger parmi les 90 membres de l'Assemblée des Français de l'étranger.
Pour l'élection des députés des Français de l’étranger, le Sénégal dépend de la 9e circonscription.